# Народна библиотека др Ђорђе Натошевић
Народна библиотека др Ђорђе Натошевић са седиштем у Инђији је библиотека којој је претеча била Књижница и читаоница која је основана непосредно после Другог светског рата, 1945. године.

## Историјат
Непосредно после Другог светског рата, решењем месног Народноослободилачког одбора, основана је Књижница и читаоница у Инђији, претеча данашње народне библиотеке.
Књижница и читаоница је са радом је почела 1. септембра 1945. године, као саставни део Дома културе. Књижница је тада имала фонд од 500-600 књига. За рад Књижнице био је задужен учитељ Петар Лозјанин.
Шездесетих година прошлог века књижница се налазила у саставу Радничког универзитета. У фонду је тада било око 800 књига које су биле инвентарисане, и издаване су два пута недељно.
Октобра 1965. године обезбеђене су одговарајуће просторије и ангажован стручни кадар у Књижници и на тај начин су створени услови да постане Матична библиотека. Огранци библиотеке су се налазили у местима Марадик, Крчедин, Бешка, Нови Карловци и Чортановци. Библиотека је у том периоду радила у саставу Културно-просветне заједнице и Заједнице за културу.
Као самостална установа Библиотека постаје 29. марта 1973. године под именом под којим и данас ради - Народна библиотека др Ђорђе Натошевић.
Библиотека је у свом саставу имала поред огранака и Галерију Кућа Војновића (од 1998-2006. године) и Културни центар (од 2003-2006. године). Од 1. јануара 2007. године галерија и културни центар послују као самостална установа културе Културни центар Инђија.

### др Ђорђе Натошевић
Библиотека носи име по Ђорђу Натошевићу (Сланкамен, 19. јул 1821 — Карловац, 11. јул 1887). Ђорђе Натошевић је био лекар, један од првих српских педагога и педагошких писаца, просветни радник, надзорник српских школа у Аустроугарској, први писац уџбеника у Срба по Вуковом правопису, оснивач учитељских школа у Пакрацу, Новом Саду, Карловцу и Панчеву.
Ђорђе Натошевић је основао, уређивао и издавао први српски педагошки лист Школски лист и прве српске дечје новине Пријатељ српске младежи.

## Састав Библиотеке

### Централни објекат Библиотеке
Библиотека, тј. њен централни објекат је смештен у приземљу инђијске Гимназије, у простору од 500 2. Простор је недовољан, неекономичан, застарео и претесан за данашњи степен развијености Библиотеке.

### Огранци Библиотеке
Библиотека има у свом саставу четири огранка:
- Огранак Бранко Радичевић у Бешки,
- Огранак у Марадику,
- Огранак Десанка Максимовић у Крчедину и
- Огранак Теодор Лукач у Новим Карловцима.[3]

## Одељења Библиотеке

### Одељење за одрасле
Одељење за одрасле кориснике је по броју књига највеће и књижни фонд овог одељења броји око 46.000 публикација, од светске и домаће књижевности до стручних књига из разних области. Књижни фонд је уређен по УДК систему, а читаоцима је омогућен слободан приступ.
У простору Одељења за одрасле налази се и Читаоница са 36 места где је омогућено читање штампе. Читаоцима су на располагању:
- Дневне новине: Политика, Вечерње новости, Дневник, Блиц, Прес, Курир, Спортски журнал, Данас, Информер.
- Недељне новине: Сремске новине, Илустрована политика, НИН, Базар, Стори, Време, Печат, Пољопривредник.
- Штампане новине и серијске публикација Општине Инђија: Инђијски културни канделабар, Саско ћоше, Пламичак, Планина је рај, билтен Газета, Инђија инфо (гласило општине Инђија), Прескиплинг у штампаном или електронском облику, Службени лист Општине Инђија.
- Серијске публикације: Летопис Матице српске, Библиотекар, Поља, Свеске, Улазница, Свитак, Савременик, Читалиште, Домети, Новине београдског читалишта, Реч, Србија, Шуме, Еколист, Култура, Нова мисао, Глас библиотеке, Годишњак Библиотеке Матице српске, Република.[4]

Корисницима су на располагању 4 рачунара где је омогућен приступ Интернету.

### Дечје одељење
Фонд Дечијег одељења намењен је деци предшколског узраста, млађим и старијим основацима, односно деци до узраста од 14 година.
Дечије одељење је реновирано и опремљено новим кутком. Нови намештај модерног дизајна потпуно прилагођен и примерен потребама најмлађе читалачке популације чини дечји кутак препознатљивим. На овај начин створен је изузетно пријатан простор за најмлађе кориснике Библиотеке.

### Завичајна збирка
Завичајна збирка Народне библиотеке др Ђорђе Натошевић у Инђији почела је са прикупљањем грађе за свој фонд још 1973. године. Завичајна збирка броји укупно 1.556 књига.
Збирку чине књиге и брошуре, периодичне публикације које су значајне за праћење политичког, привредног и културно-просветног развоја града, као и ситан библиотечки материјал (плакати, позивнице, разгледнице, фотографије...)
У збирци се налазе издања прозе и поезије инђијских аутора, монографије, дела тематски везана за Други светски рат, научни радови у облику сепарата, магистарски и дипломски радови, докторске дисертације, библиографски радови, листови и билтени предузећа и школа из града.
Посебан део Завичајних збирки су библиотеке-целине поклоњене, откупљене или завештане личне библиотеке које су припадале знаменитим људима. Тако су формирани легати у Завичајној збирци:
- Легат Ђорђа Војновића, угледног земљопоседника,
- Легат доктора Боривоја Станишића и Добриле Грабовачки,
- Легат штампара Саве Јанковића.[6]

### Легат Ђорђа Војновића
Посебан и значајан легат у Библиотеци је Легат Ђорђа Војновића, поклон знаменитог велепоседника који је у периоду између два светска рата дао значајан допринос развоју Инђије.
Ђорђе Војновић је рођен 1888. године а умро 1975. године у Инђији. Гимназију је учио у Осијеку и Сремским Карловцима, права је изучавао у Бечу. Преводио је са страних језика, нарочито са немачког. Објавио је књигу "Седам година на Тибету: мој живот на двору Далај Ламе", од Хајнриха Харера у издању Матице српске 1956. године.
Војновић је као страствени библиофил поседовао велику библиотеку која је обухватала преко 6.000 књига, међу којима је било и 70 ретких књига. Своју библиотеку је поклонио градској Библиотеци у Инђији као легат.
Легат књига Ђорђа Војновића је као збирка музејског карактера стручно сређена и на стручан начин изложена. Књиге су смештене у засебну собу где је смештен и намештај библиотеке Ђорђа Војновића. Књиге смештене у истим витринама у којима су се налазиле док су биле у власништву Ђорђа Војновића чини да овај легат добије обележје спомен собе оставиоца.

## Издавачка делатност
Године 1983. настали су заједно Сусрети библиографа и издавачка делатност Библиотеке, и данас су нераскидиво повезани.
Објављивање зборника Прилози српској библиографији 18. века обележава почетак издавачке делатности Библиотеке и устројавања Сусрета библиографа у спомен на др Георгија Михаиловића. Након сваког научно-стручног скупа Библиотека објављује Зборник радова "Сусрети библиографа у спомен на др Георгија Михаиловића".
Поред Зборника радова Сусрети библиографа, Библиотека је, након 1990. године, проширила своју издавачку делатност и почела да објављује радове из завичајног фундуса.

## Манифестације

### Сусрети библиографа у спомен на др Георгија Михаиловића
Народна библиотека др Ђорђе Натошевић је организатор Сусрета библиографа у спомен на др Георгија Михаиловића, стручно-научног скупа посвећеног теоријским и практичним аспектима српске библиографије. Посвећени су успомени на др Георгија Михаиловића, Инђинчанина, лекара по професији, али превасходно љубитеља, сакупљача и познаваоца старе и ретке књиге, аутора капиталног дела "Српска библиографија XVIII века".
Сусрети библиографа у спомен на др Георгија Михаиловића су 14. октобра 1983. године и одржани први пут. До 1987. године Сусрети библиографа су одржавани сваке године, а од тада се одржавају бијенално.
Од 1996. године на Сусретима библиографа додељује се и награда за изузетна достигнућа у области библиографије и носи име Митровданска повеља. Чине је повеља и новчани износ.
Од 2012. године признање које се додељује за изузетна остварења у области српске библиографије добило је ново име: Награда Душан Панковић.

## Награде
За развој библиотечке делатности, унапређење библиотекарства и запажене резултате у области културе, Народна библиотека др Ђорђе Натошевић је добила неколико награда:
- Награду Доситеј Обрадовић, 1984. године (награду додељује Подружница библиотечких радника Срема),
- Октобарску награду Инђије, 1985. године,
- Награду Милорад Панић Суреп, 1986. године (награду додељује Заједница матичних библиотека Србије).[3]

## Библиотека данас
Народна библиотека др Ђорђе Натошевић постала је, почетком октобра 2005. године, пуноправни члан Библиотечко-информационог система COBISS.SR, тиме приступивши пројекту Виртуелна библиотека Србије, односно систему узајамне каталогизације. Од јула 2012. године комплетно библиотечко пословање обавља се на он-лине на COBISS програмској платформи.